# اویاما ایکوئو
اویاما ایکوئو (به ژاپنی: 大山 郁夫 Ikuo Oyama)؛ ۲۰ سپتامبر ۱۸۸۰ – ۳۰ نوامبر ۱۹۵۵) کارشناس سیاسی، و سیاستمدار اهل ژاپن بود.
همچنین برندهٔ جوایزی همچون جایزه صلح لنین شده‌است.